# Улица Минина (Владикавказ)
Улица Минина — улица во Владикавказе, Северная Осетия, Россия. Улица располагается в Промышленном муниципальном округе Владикавказа между улицами Иристонской и Гвардейской. Начинается от Иристонской улицы.
Улица Минина пересекается улицами Николаева, Тельмана, Цаликова и Белинского. На улице Минина заканчивается улица Добролюбова.
Улица названа именем земского старосты Кузьмы Минина.
Улица образовалась в первой четверти XX века и была названа именем Минина 17 июня 1947 года решением Орджоникидзевского городского совета.